# Inibitori selettivi della COX-2
Gli inibitori selettivi della COX-2, chiamati anche inibitori della COX-2 sono una classe di farmaci antinfiammatori appartenente alla famiglia dei farmaci antinfiammatori non-steroidei (FANS).
Essi sono stati sviluppati in seguito alla scoperta nel 1988 della seconda isoforma della ciclossigenasi: la COX-2.
Nel 2002 ne è stata scoperta un'ulteriore isoforma, la COX-3.
La cicloossigenasi è un enzima coinvolto nel processo infiammatorio e porta alla produzione, a partire dall'acido arachidonico, di numerosi mediatori infiammatori. Con l'approfondirsi degli studi si evidenziò però l'esistenza di due forme isoenzimatiche: la COX-1, costitutivo dell'organismo, non coinvolto nel processo infiammatorio ma soltanto nella produzione della protezione gastrica, e la COX-2, enzima inducibile, presente durante il processo infiammatorio e responsabile della sintesi dei mediatori infiammatori nella sede flogistica.
I primi FANS sintetizzati, ancora oggi utilizzati, non hanno azione selettiva nei confronti delle due isoforme della COX, inibendole entrambe. Ciò spiega l'effetto antinfiammatorio dato dall'inibizione della COX-2 (l'enzima coinvolto nel processo flogistico) e rende conto degli effetti collaterali a livello gastrico in quanto la soppressione dell'attività della COX-1 porta alla riduzione della sintesi di prostaglandine che svolgono un'importante azione di "housekeeping" a questo livello.
Gli inibitori selettivi della COX-2 sono in grado di inibire la COX-2 senza interagire o interagendo in maniera minore con la COX-1.
Ciò spiega l'effetto antinfiammatorio senza la comparsa gli effetti collaterali a livello gastrico.
A causa dell'elevata similitudine strutturale tra le due isoforme di ciclossigenasi, la selettività d'azione di questi farmaci nei confronti della COX-2 non è completa ma solo parziale.
In presenza di entrambe le forme isoenzimatiche, questi farmaci si legano preferibilmente con la COX-2, ma una piccola quota andrà ad inibire anche la COX-1. Per tale motivo vengono anche denominati "farmaci antinfiammatori COX-2 preferenziali". Gli effetti a livello gastrico rimangono comunque lievi ed il sanguinamento gastrointestinale è  ridotto rispetto ai FANS non selettivi.

## Effetti collaterali
L'attenta analisi dei dati degli studi clinici che hanno portato all'approvazione di questi farmaci ha evidenziato un significativo aumento nel tasso di eventi cardiovascolari acuti nei gruppo trattato con gli inibitori rispetto al gruppo di controllo (placebo).
Questi risultati hanno indotto la Merck a ritirare spontaneamente il rofecoxib dal mercato nel settembre del 2004, mentre le autorità regolatorie hanno imposto limiti più stringenti alle prescrizioni di celecoxib.
Anche alcuni FANS tradizionali (non selettivi) hanno mostrato un'associazione con l'aumento del rischio cardiovascolare.
Le cause di questi effetti a livello cardiovascolare rimangono oggetto di ricerca. Al 2012 i risultati sembrano convergere sull'ipotesi che tali effetti collaterali siano dovuti all'inibizione a livello vasale, che riduce la produzione di prostacicline circolanti. Le prostacicline sono in grado di prevenire l'aggregazione piastrinica e la vasocostrizione, pertanto l'inibizione della loro sintesi può portare a trombosi.

## Alcuni COX-2 selettivi
Alcuni farmaci di questa classe sono:
- Celecoxib
- Rofecoxib (ritirato dal 2004)
- Valdecoxib (ritirato dal 2005)
- Parecoxib (ritirato dal 2005)
- Lumiracoxib (ritirato)
- Etoricoxib
- Firocoxib